# Prittriching
Prittriching är en kommun och ort i Landkreis Landsberg am Lech i Regierungsbezirk Oberbayern i förbundslandet Bayern i Tyskland.
Kommunen ingår i kommunalförbundet Prittriching tillsammans med kommunen Scheuring.